# 77P/Longmore
77P/Longmore – kometa krótkookresowa, należąca do rodziny Jowisza.

## Odkrycie
Kometa została odkryta 10 czerwca 1975 roku przez Andrew Longmore’a na płycie fotograficznej wykonanej za pomocą UK Schmidt Telescope w Obserwatorium Siding Spring (Australia). W nazwie znajduje się zatem nazwisko odkrywcy.

## Orbita komety i właściwości fizyczne
Orbita komety 77P/Longmore ma kształt elipsy o mimośrodzie 0,35. Jej peryhelium znajduje się w odległości 2,34 j.a., aphelium zaś 4,90 j.a. od Słońca. Jej okres obiegu wokół Słońca wynosi 6,88 roku, nachylenie do ekliptyki to wartość 24,33˚.
Jądro tej komety ma rozmiary 8,2 km.